# Avenida Morgan (línea Canarsie)
La Avenida Morgan es una estación en la línea Canarsie del Metro de la Ciudad de Nueva York de la división B del Brooklyn–Manhattan Transit Corporation. La estación se encuentra localizada en Bushwick, Brooklyn entre la Avenida Morgan y Harrison Place. La estación es servida en varios horarios por los trenes del Servicio .

## Enlaces externos

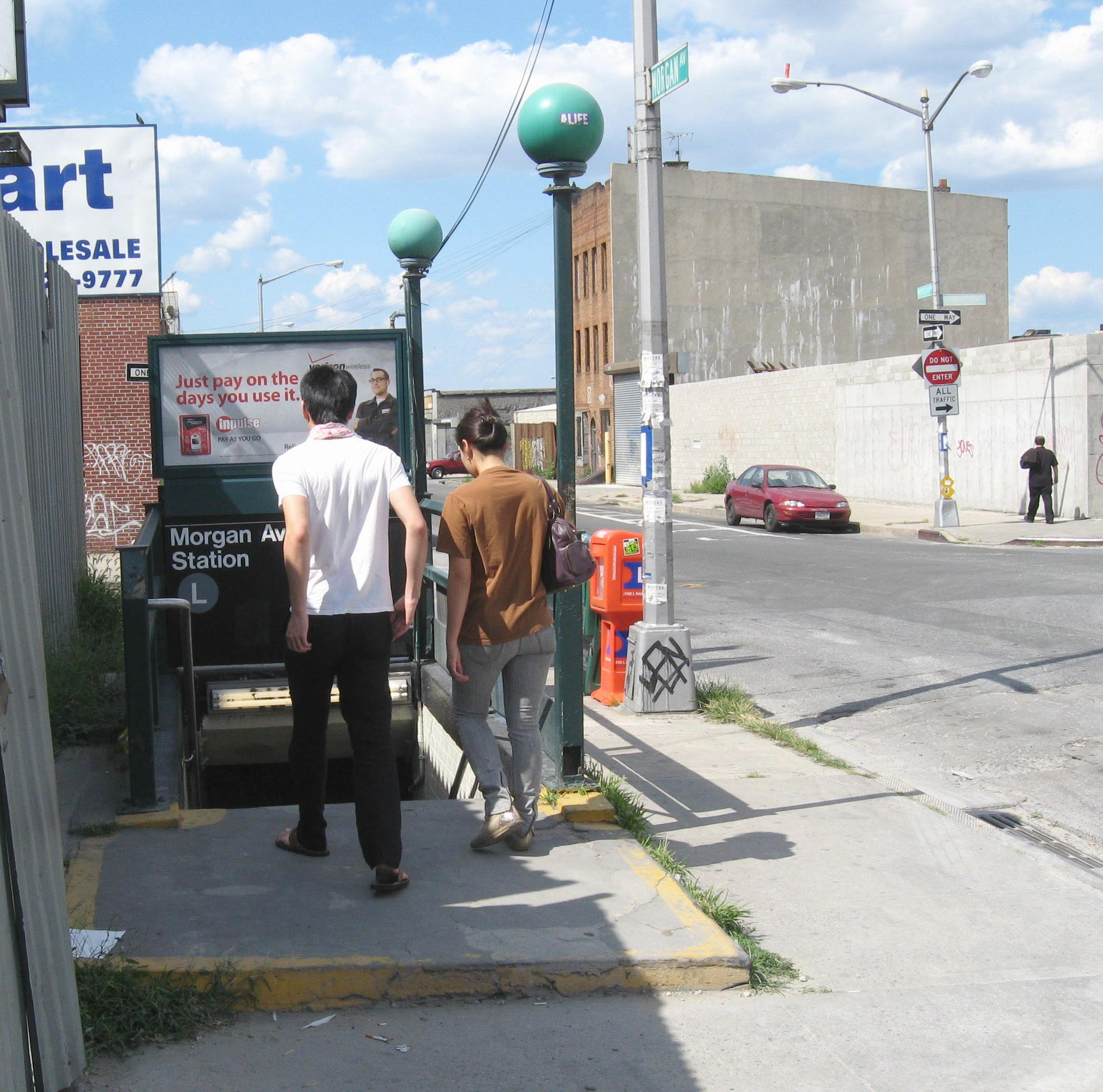
Escalera de la estación.